# Hello Kitty
Hello Kitty (яп. ハローキティ харо: кити, от англ. «Привет, котик») — персонаж японской поп-культуры, изображается в виде антропоморфной белой кошки породы японский бобтейл с красным бантом на голове. Полное имя Kitty White (яп. キティ・ホワイト Кити Ховаито).
Придумана компанией Sanrio (дизайнер Юко Симицу) в 1974 году и стала своеобразным мемом. Торговая марка Hello Kitty, зарегистрированная в 1976 году, используется в качестве бренда для многих продуктов, стала главным героем одноимённого аниме сериала, появляется в ролях-камео в других мультфильмах. Игрушки Hello Kitty — популярные в Японии и во всём мире сувениры.

## История
Котёнка Китти придумал в 1974 году Синтаро Цудзи, владелец японской фирмы игрушек Sanrio. Однажды он решил придумать нового персонажа, который понравился бы всем. В результате долгой работы (Цудзи долго придумывал, рисовал разные варианты, проверяя реакцию покупателей) появился идеальный герой. Сегодня бренд «Hello Kitty» приносит более миллиарда долларов дохода ежегодно.
Насчёт имени кошечки сначала тоже были сомнения. Её создатель метался между вариантами «Hello Kitty» и «Kitty White» — так звали одну из кошек Алисы из книги «Алиса в Стране чудес». Но последний вариант в конце концов был отвергнут.
Первым товаром, завоевавшим огромную популярность у покупателей, стал простой кошелёк с изображением Китти. До этого выпускались открытки и прочие подобные мелочи с её изображением, но они не имели такого успеха.
Популярность Китти постоянно росла, но в конце восьмидесятых достигла максимума, и продажи начали медленно падать. Покупателям не нравилось, что Китти всегда одинаковая и как будто неживая. Она изображалась в одной позе — мордочка смотрит на зрителя, а туловище повёрнуто боком, была одета в синий комбинезончик, а вокруг фигурки обводился толстый чёрный контур. Тогда дизайнер компании Sanrio Юко Ямагути решила изменить этот приевшийся многим образ. Чёрный контур убрали, и Китти стала появляться в разной одежде и с разными предметами в лапках.
Чуть позже было решено расширить область влияния бренда и на более взрослых людей. В 1987 году был создан ряд изображений белой кошечки, отвечающих вкусам более взрослых покупателей.
Также у Китти появилась семья — папа, мама, бабушка, дедушка и сестрёнка Мимми, у которой бантик на правом ухе, чтоб не путать с Китти. Кроме того, у неё есть домашние животные — котёнок Charmmy Kitty, домашняя свинка (именно свинья, а не морская свинка) Shabliu и хомячок Sugar. Кроме сестрёнки важным персонажем является Чококет («Chococat») — друг Китти. Обычно во всякие истории Китти попадает с ним и Мимми. Также у Китти есть много друзей — овечка Фифи, кролик My Melody и другие.
Сейчас выходит огромное множество различных товаров с Китти, от футболок и мягких игрушек до тостеров, пекущих тосты с её изображением, и антивирусов, а также множество подделок и клонов (преимущественно китайского производства).
В марте 2019 года Warner Bros. New Line Cinema объявила, что приобрела права на фильм про Hello Kitty у японской корпорации Sanrio. Это будет первая кинолента об этом персонаже за все 50 лет его существования.

## Камео
- Hello Moto — легендарный слоган, рингтон телефонов Motorola.
- Hello Cthulhu — популярный веб-комикс о Ктулху и других персонажах Г. Лавкрафта, попавших в мир Hello Kitty.
- Hello Teddy — название международной выставки коллекционных мягких медведей[9].
- Hello Kinky — пародия на Hello Kitty на футболке у участника группы Gorillaz 2-D в G-Bitez «Game of Death».